# Nicole Hosp
Nicole Hosp detta Niki (Ehenbichl, 6 novembre 1983) è un'ex sciatrice alpina austriaca.
Atleta di punta della nazionale austriaca femminile tra la fine degli anni 2000 e i primi anni 2010, nel suo palmarès vanta fra l'altro tre medaglie olimpiche, nove iridate (tra le quali un oro individuale), una Coppa del Mondo generale e una Coppa del Mondo di slalom gigante.

## Biografia

### Stagioni 1999-2002
Sciatrice polivalente nata a Ehenbichl e originaria di Bichlbach, Nicole Hosp iniziò a prendere parte a gare FIS nel gennaio del 1999. Esordì in Coppa Europa il 7 dicembre 2000 a Serre Chevalier e in Coppa del Mondo il 18 febbraio 2001 a Garmisch-Partenkirchen, in entrambi i casi senza completare lo slalom speciale in programma.
Il 18 gennaio 2002 colse a Sankt Sebastian il suo primo podio in Coppa Europa (3ª in slalom gigante) e nel prosieguo della stagione vinse la medaglia di bronzo nella discesa libera ai Mondiali juniores di Tarvisio e conquistò il primo successo in Coppa Europa, l'11 marzo a Le Grand-Bornand in slalom gigante; a fine stagione risultò 2ª nella classifica di slalom gigante nel circuito continentale.

### Stagioni 2003-2007
Il 26 ottobre 2002 conquistò la prima vittoria, nonché primo podio, in Coppa del Mondo, nello slalom gigante di Sölden. Ai successivi Mondiali di Sankt Moritz, suo debutto iridato, vinse la medaglia d'argento nella combinata e quella di bronzo nello slalom speciale, mentre non completò lo slalom gigante. Due anni dopo, ai Mondiali di Bormio/Santa Caterina Valfurva, conquistò la medaglia d'argento nella gara a squadre, si piazzò al 5º posto nello slalom gigante e non terminò lo slalom speciale. Ottenne la sua seconda e ultima vittoria in Coppa Europa, nonché ultimo podio, l'11 gennaio 2006 nella discesa libera di Sankt Moritz; nello stesso anno partecipò ai XX Giochi olimpici invernali di Torino 2006, suo esordio olimpico, dove vinse la medaglia d'argento nello slalom speciale e si classificò 4ª nello slalom gigante e 5ª nella combinata.
Nel 2007 vinse la medaglia d'oro nello slalom gigante e quella di bronzo nella discesa libera ai Mondiali di Åre, dove fu anche 4ª nel supergigante, 17ª nello slalom speciale e 6ª nella supercombinata. Nella stessa stagione, grazie anche a quattro vittorie e ad altri otto piazzamenti a podio, riuscì a vincere la Coppa del Mondo generale con 90 punti di vantaggio sulla seconda classificata, la sua connazionale Marlies Schild; vinse anche la Coppa di slalom gigante, superando la finlandese Tanja Poutiainen di 71 punti, mentre fu 2ª nelle classifiche di supergigante (con 188 punti in meno dell'austriaca Renate Götschl) e di slalom speciale (battuta dalla Schild per 342 punti) e 3ª in quella di combinata.

### Stagioni 2008-2011
La stagione 2008 la vide ancora una volta tra le protagoniste. I buoni risultati conseguiti soprattutto in slalom speciale (dove ottenne due vittorie e altri tre podi) non le furono però sufficienti per vincere la classifica di specialità, dove fu preceduta dalla Schild di 125 punti, né quella generale, dove giunse 2ª staccata di 220 punti dalla statunitense Lindsey Vonn. La stagione 2008-2009 fu segnata dall'infortunio al ginocchio sinistro patito durante una fase di riscaldamento, nel mese di gennaio. Assente per quattro settimane dalla Coppa del Mondo, tornò alle gare in occasione dei Mondiali di Val-d'Isère, dove si classificò 23ª nello slalom gigante.
Nella stagione 2009-2010, durante lo slalom gigante inaugurale di Sölden del 24 ottobre si infortunò nuovamente a un ginocchio, questa volta quello destro, riportando la rottura dei legamenti crociati e restando così lontana dalle gare per tutta l'annata; ritornò sulle piste esattamente un anno dopo, ancora a Sölden, con l'avvio della stagione 2010-2011 durante la quale prese parte ai Mondiali di Garmisch-Partenkirchen dove fu 12ª nel supergigante, 18ª nello slalom speciale e 12ª nella supercombinata.

### Stagioni 2012-2015
Nella stagione 2011-2012 ottenne il 3º posto nella classifica della Coppa di Mondo di combinata, mentre in quella successiva, l'8 febbraio 2013, vinse la sua sesta medaglia ai Mondiali, conquistando il bronzo nella supercombinata della rassegna iridata di Schladming durante i quali conquistò anche la medaglia d'oro nella gara a squadre e fu 15ª nello slalom speciale. Ai XXII Giochi olimpici invernali di Soči 2014, sua ultima presenza olimpica, vinse la medaglia d'argento nella supercombinata e quella di bronzo nel supergigante, piazzandosi inoltre 9ª nella discesa libera.
Il 30 novembre 2014 ottenne ad Aspen in slalom speciale la sua ultima vittoria in Coppa del Mondo e ai successivi Mondiali di Vail/Beaver Creek 2015, suo congedo iridato, si aggiudicò la medaglia d'oro nella gara a squadre (partecipando come riserva), la medaglia d'argento nella combinata e non concluse né il supergigante né lo slalom speciale. Il 18 marzo 2015 colse a Méribel in discesa libera il suo ultimo podio nel massimo circuito internazionale (3ª); la sua ultima gara in carriera fu lo slalom speciale di Coppa del Mondo disputato il 21 marzo successivo nella medesima località, che chiuse al 10º posto

## Palmarès

### Olimpiadi
- 3 medaglie:
  - 2 argenti (slalom speciale a Torino 2006; supercombinata a Soči 2014)
  - 1 bronzo (supergigante a Soči 2014)

### Mondiali
- 9 medaglie:
  - 3 ori (slalom gigante a Åre 2007; gara a squadre a Schladming 2013; gara a squadre a Vail/Beaver Creek 2015)
  - 3 argenti (combinata a Sankt Moritz 2003; gara a squadre a Bormio/Santa Caterina Valfurva 2005; combinata a Vail/Beaver Creek 2015)
  - 3 bronzi (slalom speciale a Sankt Moritz 2003; discesa libera a Åre 2007; supercombinata a Schladming 2013)

### Mondiali juniores
- 1 medaglia:
  - 1 bronzo (discesa libera a Tarvisio 2002)

### Coppa del Mondo
- Vincitrice della Coppa del Mondo nel 2007
- Vincitrice della Coppa del Mondo di slalom gigante nel 2007
- 57 podi:
  - 12 vittorie
  - 23 secondi posti
  - 22 terzi posti

#### Coppa del Mondo - vittorie
| Data             | Località             | Paese       | Specialità |
| ---------------- | -------------------- | ----------- | ---------- |
| 26 ottobre 2002  | Sölden               | Austria     | GS         |
| 17 dicembre 2003 | Madonna di Campiglio | Italia      | SL         |
| 27 dicembre 2003 | Lienz                | Austria     | GS         |
| 29 gennaio 2006  | Cortina d'Ampezzo    | Italia      | GS         |
| 16 marzo 2006    | Åre                  | Svezia      | SG         |
| 6 gennaio 2007   | Kranjska Gora        | Slovenia    | GS         |
| 2 marzo 2007     | Tarvisio             | Italia      | SC         |
| 17 marzo 2007    | Lenzerheide          | Svizzera    | SL         |
| 18 marzo 2007    | Lenzerheide          | Svizzera    | GS         |
| 9 dicembre 2007  | Aspen                | Stati Uniti | SL         |
| 13 gennaio 2008  | Maribor              | Slovenia    | SL         |
| 30 novembre 2014 | Aspen                | Stati Uniti | SL         |

Legenda:

SG = supergigante

GS = slalom gigante

SL = slalom speciale

SC = supercombinata

#### Coppa del Mondo - gare a squadre
- 1 podio:
  - 1 vittoria

### Coppa Europa
- Miglior piazzamento in classifica generale: 4ª nel 2002
- 6 podi:
  - 2 vittorie
  - 3 secondi posti
  - 1 terzo posto

#### Coppa Europa - vittorie
| Data            | Località         | Paese    | Specialità |
| --------------- | ---------------- | -------- | ---------- |
| 11 marzo 2002   | Le Grand-Bornand | Francia  | GS         |
| 11 gennaio 2006 | Sankt Moritz     | Svizzera | DH         |

Legenda:

DH = discesa libera

GS = slalom gigante

### Nor-Am Cup
- Miglior piazzamento in classifica generale: 35ª nel 2006
- 4 podi:
  - 2 vittorie
  - 2 secondi posti

#### Nor-Am Cup - vittorie
| Data             | Località    | Paese       | Specialità |
| ---------------- | ----------- | ----------- | ---------- |
| 13 novembre 2002 | Loveland    | Stati Uniti | GS         |
| 1º dicembre 2005 | Winter Park | Stati Uniti | GS         |

Legenda:

GS = slalom gigante

### Campionati austriaci
- 9 medaglie[4]:
  - 2 ori (slalom gigante nel 2005; slalom gigante nel 2008)
  - 4 argenti (slalom gigante, slalom speciale nel 2002; slalom gigante nel 2007; slalom gigante nel 2012)
  - 3 bronzi (supergigante nel 2005; slalom gigante, slalom speciale nel 2013)

### Campionati austriaci juniores
- 3 medaglie[4]:
  - 1 oro (slalom gigante nel 2002)
  - 2 bronzi (slalom speciale nel 1999; slalom gigante nel 2000)

## Statistiche

### Podi in Coppa del Mondo
| Stagione/Specialità | Discesa libera | Discesa libera | Discesa libera | Supergigante | Supergigante | Supergigante | Slalom gigante | Slalom gigante | Slalom gigante | Slalom speciale | Slalom speciale | Slalom speciale | Combinata | Combinata | Combinata | Podi totali |
| ------------------- | -------------- | -------------- | -------------- | ------------ | ------------ | ------------ | -------------- | -------------- | -------------- | --------------- | --------------- | --------------- | --------- | --------- | --------- | ----------- |
| Stagione/Specialità | 1º             | 2º             | 3º             | 1º           | 2º           | 3º           | 1º             | 2º             | 3º             | 1º              | 2º              | 3º              | 1º        | 2º        | 3º        | Podi totali |
| 2001                |                |                |                |              |              |              |                |                |                |                 |                 |                 |           |           |           | 0           |
| 2002                |                |                |                |              |              |              |                |                |                |                 |                 |                 |           |           |           | 0           |
| 2003                |                |                |                |              |              |              | 1              | 1              | 2              |                 |                 | 2               |           |           |           | 6           |
| 2004                |                |                |                |              |              |              | 1              | 2              |                | 1               | 1               | 2               |           |           |           | 7           |
| 2005                |                |                |                |              |              |              |                | 1              | 1              |                 |                 | 1               |           |           |           | 3           |
| 2006                |                |                |                | 1            |              | 1            | 1              | 2              | 1              |                 | 1               | 1               |           |           |           | 8           |
| 2007                |                |                |                |              | 3            |              | 2              | 3              |                | 1               | 2               |                 | 1         |           |           | 12          |
| 2008                |                |                |                |              |              | 1            |                | 1              |                | 2               | 2               | 1               |           |           |           | 7           |
| 2009                |                |                |                |              |              |              |                |                | 1              |                 | 1               | 1               |           | 1         |           | 4           |
| 2010                |                |                |                |              |              |              |                |                |                |                 |                 |                 |           |           |           | 0           |
| 2011                |                |                |                |              |              |              |                |                |                |                 |                 |                 |           |           | 1         | 1           |
| 2012                |                |                |                |              |              |              |                |                |                |                 |                 |                 |           |           | 2         | 2           |
| 2013                |                |                |                |              |              |              |                |                |                |                 |                 |                 |           | 2         |           | 2           |
| 2014                |                |                |                |              |              | 2            |                |                |                |                 |                 |                 |           |           |           | 2           |
| 2015                |                |                | 1              |              |              | 1            |                |                |                | 1               |                 |                 |           |           |           | 3           |
| Totale              | 0              | 0              | 1              | 1            | 3            | 5            | 5              | 10             | 5              | 5               | 7               | 8               | 1         | 3         | 3         | 57          |
| Totale              | 1              | 1              | 1              | 9            | 9            | 9            | 20             | 20             | 20             | 20              | 20              | 20              | 7         | 7         | 7         | 57          |